# Дерёмов, Юрий Вазгенович
Юрий Вазгенович Дерёмов (род. 12 мая 1952) — советский футболист, защитник.
Воспитанник донского футбола. В 1973 году играл во второй лиге за псковский «Машиностроитель». В 1974 году перешёл в ленинградский «Зенит», в составе которого играл его двоюродный брат Александр. За основную команду дебютировал 13 июля в домашнем матче против московского «Динамо», выйдя на замену на 75 минуте, в следующем сезоне провёл ещё 11 матчей. 1975 год отыграл во второй лиге за ленинградское «Динамо», позже выступал во второй лиге за «Ростсельмаш» (1976—1977), «Спартак» Орёл (1978—1981), «Турбину» Брежнев (1984).
В 2000-х годах занимался бизнесом. Позже стал работать в ФК «Ростов» тренером команды футболистов 1994 г. р., тренером-селекционером.